# Francisco de la Fuente y Villalobos
Francisco de la Fuente y Villalobos (* vor 1580 in Spanien; † 1656 in Lima, Vizekönigreich Peru) war ein spanischer Offizier. 1655 wurde er vorübergehend zum Gouverneur von Chile ausgerufen.

## Leben
Fuente diente als Soldat in Lissabon und kam 1605 nach Chile. 1639 wurde er nach Concepción versetzt und übernahm dort das Amt des Generalinspekteurs (spanisch: veedor) der Armee.
Anfang 1655 hatten die Spanier unter Gouverneur Antonio de Acuña Cabrera im Krieg gegen die aufständischen Indianer zahlreiche Siedlungen und die Kontrolle über das gesamte Hinterland verloren. Sie mussten sich nach Concepción zurückziehen. Dort begehrte eine aufgeregte Menge aus Flüchtlingen gegen die Kriegsführung des Gouverneurs auf, dem sie vorwarfen, aus wirtschaftlichen Interessen seiner Familie einen hoffnungslosen Angriff unternommen zu haben. Der Stadtrat von Concepción erklärte Acuña für abgesetzt und setzte de la Fuente an seine Stelle.
Dieser war bereits von fortgeschrittenem Alter und nicht mehr bei guter Gesundheit. So nahm er das Amt nur widerstrebend an. Als erstes informierte er die Real Audiencia von Chile in Santiago von den Vorgängen; dann wandte er sich dem Indianerkrieg zu.
Die Nachricht von der Absetzung eines vom König berufenen Gouverneurs war zu jener Zeit in Chile unerhört. Sie erzeugte beim Stadtrat und der Audiencia mehr Unruhe als der Indianeraufstand und die Zerstörung der Siedlungen im Süden. Man teilte zwar die Einschätzung des Cabildo von Concepción, was die Verantwortung und die Unfähigkeit des Gouverneurs anging, doch man wollte nicht so weit gehen, deswegen eine Berufung des Königs zu widerrufen. Der Aufruhr von Concepción wurde verurteilt und Acuña im Amte bestätigt.
Die Absetzung galt als schweres Vergehen gegen die Befehlsgewalt des Königs. Obwohl Acuña kurz darauf vom Vizekönig in Peru erneut abgesetzt wurde, wurde de la Fuente nach Lima vor Gericht gerufen, um sich wegen des Aufstandes zu rechtfertigen. Er reiste nach Peru und starb dort wenige Tage nach seiner Ankunft.
Andere Aufrührer aus Concepción wurden in dem Prozess, der sich bis 1658 hinzog, erst zu vier Jahren Gefängnis verurteilt, dann aber begnadigt.